# 圣米格尔镇
圣米格尔镇是西班牙巴伦西亚自治区巴伦西亚省的一个市镇。总面积64平方公里，总人口66人（2001年），人口密度1人/平方公里。